# コルベール級装甲艦
| コルベール級戦艦                | コルベール級戦艦 |
| ------------------------------- | --- |
| 写真はコルベール。              | |
| 艦級概観                        | |
| 艦種                            | 戦艦 |
| 艦名                            | 人名 |
| 前級                            | リシュリュー |
| 次級                            | ルドゥタブル |
| 性能諸元（（）内は2番艦のもの） | |
| 常備                            | 8,750トン |
| 全長                            | 101.1m（102.1m） 96.9m(水線長) |
| 全幅                            | 17.5m（17.9m） |
| 吃水                            | 8.5m |
| 機関                            | 型式不明石炭専焼円缶8基 +水平2段膨張式レシプロ2基1軸推進 |
| 最大出力                        | 4,600hp |
| 最大速力                        | 14.0ノット(機関航行時) |
| 航続距離                        | 10ノット/3,300海里 |
| 乗員                            | 620トン（石炭） |
| 兵装                            | 1870年型 27 cm（18口径）単装砲8基 1870年型 24 cm（19口径）単装砲1～2基 1870年型 14 cm（21口径）単装砲6～8基 47 mm回転式機関砲14～18基 35 cm水上単装魚雷発射管4～6門 |
| 装甲（鉄製）                    | 舷側：180～225 mm 甲板：なし 砲郭部：160mm（平面部） 装甲隔壁：120mm                                                                                                |

コルベール級装甲艦 (Colbert class) は、フランス海軍が建造した装甲艦の艦級である。本級はフランス装甲艦最後の木造艦となったクラスである。

## 艦形と武装

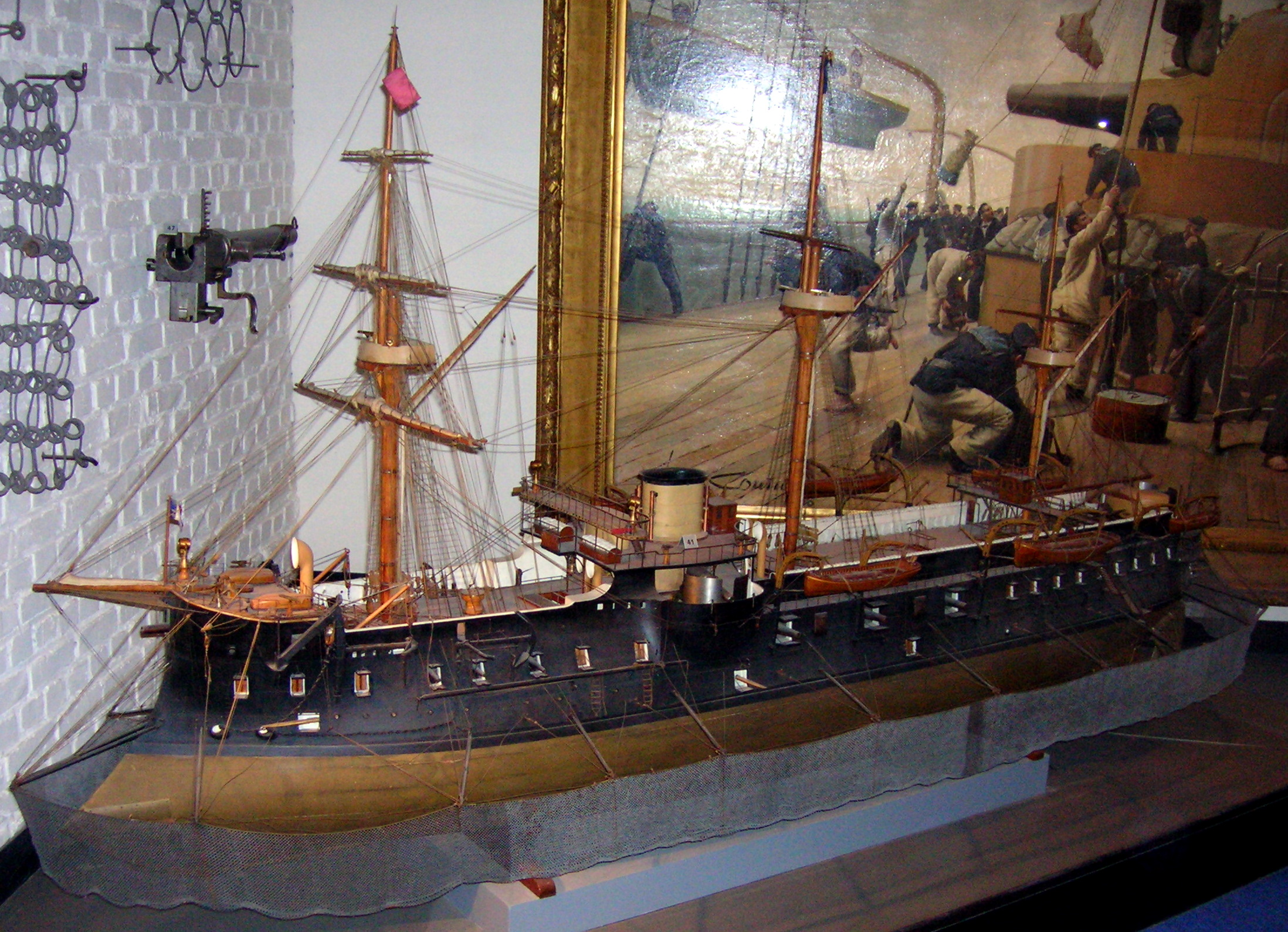
トリダンの模型。

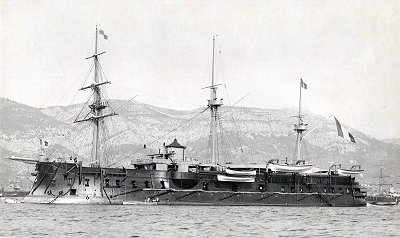
停泊するコルベール。煙突の上の黒い傘状のものは停泊時にかぶせる雨水が入るのを防ぐためのカバー

また、主砲バーベット部には装甲は張られていない代わりに、「1870年型 27cm（18口径）砲」の門数は6基から8基に増加しており、舷側の砲郭部に27cm砲を左右4基ずつ配置している。これにより前後方向への火力は前級と同じ24cm砲2門だが、左右方向には24cm砲1門と27cm砲4門が指向できた。舷側の砲郭内には「1870年型 27cm（18口径）砲」が単装砲架で片舷4基ずつ計8基が配置されており、床面には円弧状のレールで27cm砲の砲架を旋回・移動させる事により、少ない砲門から砲身を出した際に砲門を支点として砲尾部を動かすことにより広い射界が得られた。
他には前級に引き続き副砲として舷側に「1870年型 14cm（21口径）砲」を単装砲架で6基から8基を配置した。竣工後に接舷乗り込み時の戦闘用の47mm回転式5連装機関砲が単装砲架で14基から随時増設され18基まで増備された。他に対艦攻撃用に35cm単装魚雷発射管が4基から6基が搭載された。

## 機関
本艦に搭載された主機関は船体中央部の主要防御区画内部に配置した石炭専焼円缶8基に水平型2段膨張式レシプロ機関2基1軸推進の構成戻ったが、機関技術の発達により出力は4,600馬力に向上し速力は14ノットを発揮した。燃料の石炭は620トン搭載された状態で10ノット巡航で3,300海里を航行することが出来た。

## 同型艦
- コルベール：ブレスト造船所で1870年7月起工、1875年9月15日進水、1877年6月6日竣工。1900年除籍。
- トリダン：シェルブール造船所で1870年4月起工、1876年11月9日進水、1878年11月1日竣工。1904年「ヴァル（Val）」と改名、1909年除籍。

## 参考図書
「世界の艦船増刊　フランス戦艦史」(海人社)